# Übersättigung

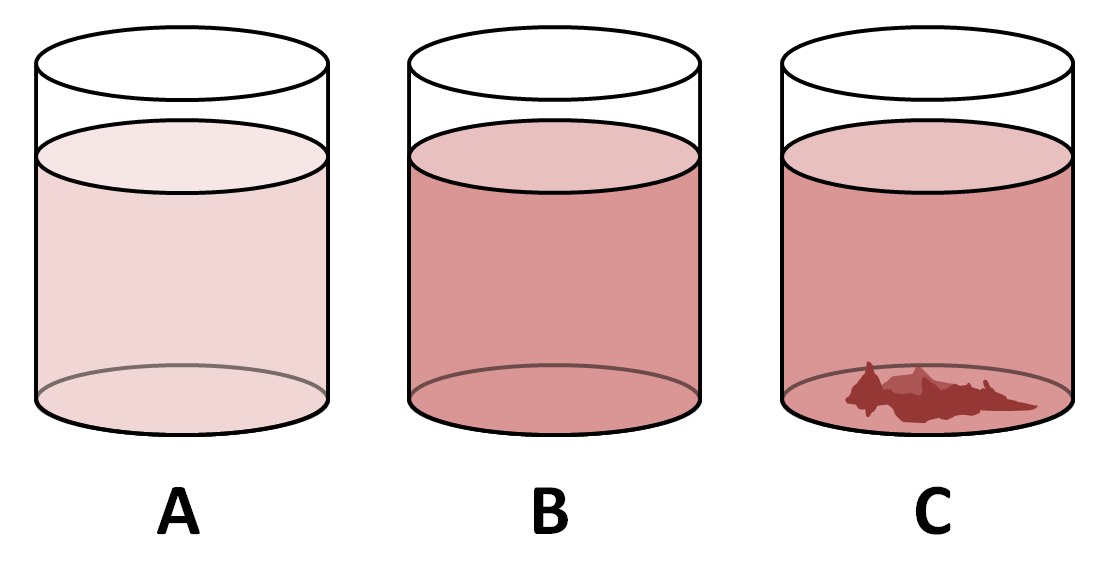
Sättigung und Phasenübergang:
A. Ungesättigte Lösung
B. Gesättigte Lösung
C. Gesättigte Lösung mit Fällung

Übersättigung ist die Bezeichnung für einen metastabilen Zustand einer Lösung, einer Flüssigkeit oder von Gasförmigen Stoffen. Bei übersättigten Systemen tritt ein Phasenübergang nicht am erwarteten Gleichgewichtspunkt des Phasendiagramms auf, da der Phasenübergang kinetisch gehemmt ist.
Der Temperaturbereich, in dem eine Übersättigung auftreten kann, wird auch Ostwald-Miers-Bereich (nach Wilhelm Ostwald und Henry Alexander Miers) genannt.

## Übersättigter Reinstoff
Beispielsweise hat übersättigter Dampf eine höhere Dichte als Dampf im thermodynamischen Gleichgewicht zwischen Dampf und Kondensat. Vor allem in Bezug auf Wasserdampf in der Luft zeigt sich beim Fehlen von Kondensationskernen (Aerosolen) im Laborversuch (Nebelkammer) zeitweise eine Übersättigung von maximal ca. 800 %. Auch unter atmosphärischen Bedingungen lassen sich Übersättigungen von über 100 % beobachten, wobei in der Regel nur Übersättigungen von wenigen Prozentpunkten auftreten.

## Unterkühlung von Reinstoffschmelzen
Eine weit verbreitete Anwendung, bei der ein breiter Ostwald-Miers-Bereich ausgenutzt wird, sind Handwärmer bzw. Wärmekissen mit Natriumacetat-Trihydrat Füllung. Liegt das Wärmekissen als feste Phase vor, kann es bei einer Temperatur oberhalb von 58 °C verflüssigt werden. Nach dem vollständigen Verflüssigen wird die Flüssigkeit beim erneuten Abkühlen ohne einen erneuten Phasenübergang die Schmelztemperatur unterschreiten und flüssig bleiben. Das Material kann auch noch bei Temperaturen weit unterhalb – unter Umständen bis −20 °C – als unterkühlte Schmelze in einem metastabilen Zustand flüssig bleiben. Erst wenn sich geeignete Keime gebildet haben, kann der makroskopische Phasenübergang erster Ordnung stattfinden, und erst dann wird aufgrund der nun frei werdenden Kristallisationsenthalpie die Temperatur des Kissens wieder steigen.
Fehlende Kristallisationskeime sind nicht die einzige Ursache bei der Entstehung von unterkühlten Systemen. Siehe auch: Amorphes Material.

## Übersättigte Lösung
Eine übersättigte Lösung enthält mehr von dem gelösten Stoff, als seiner maximalen Löslichkeit bei den gegebenen Bedingungen (Temperatur, Druck usw.) entspricht. Hierbei kann der gelöste Stoff bei Bedarf im kristallinen Zustand ausgeschieden werden. Siehe auch:Kristallzüchtung

### Herstellung
Beim langsamen Abkühlen einer gesättigten Lösung bei ruhigem Stehen bildet sich oft eine übersättigte Lösung, bevor der Überschuss des gelösten Stoffes ausfällt. Die Fällung kann auch chemisch eingeleitet werden. Siehe auch Fällungsreaktion.

### Ausscheidung der „zu viel“ gelösten Substanz
Die Ausscheidung des „zu viel“ in Lösung gebliebenen Stoffes kann herbeigeführt werden durch:
- Schütteln,
- Rühren,
- Verdunsten des Lösungsmittels,
- Reiben mit einem Glasstab an der Innenwand des Glasgefäßes, in dem die Lösung aufbewahrt wird, oder durch
- Zugabe eines Kristalls des Stoffes, der in der Flüssigkeit gelöst ist – „Impfen“. An den scharfen Kanten der Impfkristalle beginnt dann die Auskristallisation.[3]
- Einbringen von Energie (beispielsweise durch Erschütterungen oder bei Wärmekissen durch Verformungsenergie)

### Anwendungsbeispiele
Übersättigte Lösungen werden zum Beispiel zur Reinigung von Stoffen durch Umkristallisation oder überhaupt erst zur Gewinnung von Kristallen (auch Einkristallen:) mittels Kristallisation verwendet.

### Herstellung
Beim langsamen Abkühlen von Dampf im thermodynamischen Gleichgewicht zwischen Dampf und Kondensat entsteht übersättigter Dampf.

### Zerlegung am Beispiel von Wolken
Aus unterkühlten Wolkenfeldern lässt sich Regen durch „Impfen“ mit Keimen von z. B.
- Harnstoff,
- Natriumalginat,
- Silberiodid oder
- Trockeneis

zur Ausscheidung bringen. Dies kann ggf. erwünscht sein, um Hagelschlag vorzubeugen.

### Zerlegung und Wärmegewinnung
Wird ein Metallplättchen (ähnlich dem in einem Knackfrosch) im Wärmekissen gedrückt, löst das die Kristallisation aus. Das Kissen erwärmt sich dabei wieder auf die Schmelztemperatur, wobei die vollständige Kristallisation und damit die Freigabe der Kristallisationsenthalpie sich über eine längere Zeit erstrecken kann. Als Auslöser für die Kristallisation kommen in Frage:
- die Druckwelle, die durch das Drücken des Metallplättchens ausgelöst wird,
- die dabei verursachte Freisetzung mikroskopisch kleiner Kristallisationskeime, die sich bei jeder Kristallisation in kleinen Ritzen des Metalls festsetzen.[6]